# Bōnen no Xam’d
Bōnen no Xam’d (jap. 亡念のザムド, Bōnen no Zamudo, englischer Titel: Xam’d: Lost Memories, häufig nur als Xam’d bezeichnet) ist eine Web-Anime-Serie, die von dem japanischen Studio Bones ausgearbeitet und in Zusammenarbeiten mit Sony Computer Entertainment und Aniplex produziert wird. Erstmals wurde sie mit der Einführung von Sonys PlayStation Network am 16. Juli 2008 auf der E3 in den Vereinigten Staaten zum Download angeboten. Es wurde angekündigt, dass die Serie 26 Episoden umfassen soll. In der Startwoche war die erste Folge von Bōnen no Xam’d das am häufigsten heruntergeladene Video des PlayStation Network auf der E3.

## Handlung
In der Welt der Serie bekriegen sich die militärische Freizone des südlichen Kontinents und die Nördliche Regierung. Inmitten dieser Auseinandersetzung und zwischen den beiden Kontinenten liegt die neutrale Insel Sentan in der Yuden-See. Trotz des militärischen Aufgebots der südlichen Streitkräfte und der terroristischen Aktionen der teils religiösen Kontrahenten, spiegelt Sentan eine unwirkliche gemütliche Atmosphäre wider. Auf dieser Insel wohnt der Junge Akiyuki Takehara zusammen mit seiner Mutter Fusa zusammen. Sein Vater Ryūzō ist als Hausarzt tätig, wohnt aber aufgrund der angespannten Stimmung zwischen ihm und Akiyukis Mutter alleine in der Praxis.
An einem normalen Schultag verspätet sich Akiyuki und schafft es gerade noch rechtzeitig den streng kontrollierten Schulbus zu erreichen, wo er auf seine Schulfreunde Haru Nishimura und Furuichi Teraoka trifft. Dort sieht er ein zierliches Mädchen mit grauen Haaren in der Reihe stehen, das sein Armband vergessen zu haben scheint. Vom Mitleid und Frust gegenüber der Kontrolleur gefasst trickst er die Kontrolle aus und steckt der unscheinbar wirkenden Terroristin das Armband zu. Vor der Schule zögert sie noch ein wenig lässt aber dennoch ihren Sprengsatz hochgehen. Akiyuki wird dabei nach der Explosion von einem seltsamen Strahl getroffen. Als er das schwer verwundete Mädchen in dem Bus sieht, rennt er zu ihr und bemerkt, dass sich sein Arm verändert. Als sie ihm, scheinbar sterbend, ihren Namen Nazuna verrät, drückt sie mit ihrem Finger eine Art von Knopf auf Akiyukis Stirn, woraufhin er sich vollständig in einen sogenannten Xam’d verwandelt. Einer Symbiose zwischen einen Menschen und einem als Hiruko bezeichneten Endosymbionten.
Noch während seiner Verwandlung werden von Truppen der Nördlichen Regierung sogenannte Kaijū (englisch „Humanform“) abgeworfen, welche die nach dem Attentat herbeieilenden Truppen attackieren. Haru, die mitbekommt das in diesem „Monster“ immer noch Akiyuki steckt, verstrickt sich selbst in die Auseinandersetzung zwischen Akiyuki und einem Kaiju. Letztlich wären beinahe beiden Kontrahenten gestorben, wenn nicht Nakiami aufgetaucht wäre und ihn zumindest teilweise in einen Menschen zurückverwandelt hätte. So verschleppt Nakiami den Bewusstlosen Xam’d auf das Post-Flugschiff von Ishū Benikawa.

## Figuren
Die Charaktere setzen sich bisher aus vier Gruppierungen zusammen. Dazu gehören die Inselbewohner der neutralen Zone, zu denen auch die Protagonisten Akiyuki Takehara und Haru Nishimura gehören. Diese werden meist unfreiwillig in die Geschehnisse verwickelt und haben im Grunde keinerlei Interesse an dem Konflikt. Dem steht die militärische, südliche Regierung – die sich selbst als Freizone bezeichnet – mit seinen Mitarbeitern und Angehörigen gegenüber, die für strenge Kontrollen auf der Insel sorgt und insgeheim an den Xam’d experimentiert. Hinzu kommt die Besatzung des Post-Luftschiffs die ein Leben ähnlich wie im Goldenen Zeitalter der Piraterie führt, dabei sich aber selbst erwehren muss. Von den nördlichen Separatisten ist nur wenig bekannt. Jedoch begehen die religiösen Anhänger Selbstmordanschläge und setzen verbotene Waffen ein.

## Konzeption
Die Serie zeigt etwa den technologischen Stand der 1940er Jahre, jedoch mit einigen gravierenden Unterschieden. So ist etwa die Technologie für Flugobjekte weit fortgeschritten. So können sich selbst schiffsgroße Objekte nahezu schwerelos treiben lassen, während traditionelle Verkehrsmittel ebenfalls eingesetzt werden. Das südliche Militär besitzt die technologische Möglichkeit bemannte Kampfroboter durch die Gedanken des Piloten zu steuern, während die nördlichen „Terroristen“ mit dem Umgang von biologischen Waffen vertraut sind.
Innerhalb des Animes tauchen immer wieder Orangen als Motiv auf, die von den alten Leuten verschenkt oder von irgendjemanden gegessen werden.

## Entstehung und Veröffentlichungen
Der Anime wird von dem japanischen Studio Bones animiert. Dabei wurde eine Kooperation mit Sony Computer Entertainment und Aniplex eingegangen. So stellte Aniplex einen Teil der Musik, während Sony die Verbreitung über das PlayStation Network vorbereitete. Bei der Produktion führte Masayuki Miyaji Regie, die Drehbücher schrieben Hiroshi Ōnogi, Masayuki Miyaji, Megumi Shimizu und Yūichi Nomura. Das Charakterdesign entwarf Ayumi Kurashima und die künstlerische Leitung lag bei Takashi Aoi. Das mechanical Design stammt von Kenji Mizuhata, Kimitoshi Yamane und Seiichi Hashimoto, weitere Designs von Masaki Yoshizaki und Reiko Takahashi. Die Tonarbeiten leitete Takeshi Takadera und für die Kameraführung war Yohei Miyahara verantwortlich. Die Produzenten waren Makoto Watanabe, Miho Kawagoe und Ryo Oyama.
Erste Ideen zu der Umsetzung wurden am 27. März 2008 bekannt gegeben, als die Website xamdou.com von Bōnen no Xam’d online geschaltet wurde. Ab dem 25. April 2008 wurde ein Trailer im Internet als Stream angeboten, der erste Einblicke in die Serie erlaubte. Um Mitternacht vom 15. zum 16. Juli 2008 wurde im Rahmen der Präsentation von PlayStation Network auf der E3 der Anime zum ersten Mal zum Download angeboten. Eine Folge hatte einen Preis von 1,99 USD und konnte in normaler Qualität oder in HD-Auflösung heruntergeladen werden. Sie ließen sich daraufhin drei Tage lang beliebig oft abspielen, bis die Ausleihzeit abgelaufen war. Neben Animes wurden auch Filme und Serien von 20th Century Fox Home Entertainment, MGM Home Entertainment, Lionsgate, Sony Pictures Home Entertainment, Warner Home Video, Walt Disney Studios Home Entertainment und Paramount Home Entertainment angeboten. Bōnen no Xam’d wurde von Funimation lizenziert und war innerhalb der ersten Woche das am häufigsten heruntergeladene Video. Nach Ende der E3 wechselte die Veröffentlichung auf die Website xamd.jp als neue offizielle Website und die vorherige wurde weitgehend geschlossen. In den Vereinigten Staaten wurde wöchentlich eine neue Folge veröffentlicht, die in Japanisch mit englischen Untertitel präsentiert wurde.
In Japan startete der Dienst PlayStation Network erst am 24. September 2008 mit der Möglichkeit Videos zu kaufen oder auszuleihen. Seitdem wurden bis zur 13. Folge jeweils 2 Folge pro Woche veröffentlicht, um mit dem amerikanischen Angebot gleichzuziehen. Anschließend wurde mit dem für Japan typischen, wöchentlichen Rhythmus fortgefahren. Eine Folge hatte dabei einen Preis von 400 Yen (ca. 3,75 USD) für die HD-Variante und 300 Yen (ca. 2,82 USD) in niedrigerer Auflösung. Die Folgen konnten jedoch nicht gekauft, sondern nur gemietet werden und waren drei Tage nach dem ersten Abspielen nicht mehr verfügbar. Ab April 2009 wurden die Folgen in Japan auf DVD angeboten. Ebenfalls 2009 wurde die Serie auch bei Chubu-Nippon Broadcasting, MBS und Tokyo MX im Fernsehen gezeigt. Die englische Fassung wurde von diversen Streaming-Plattformen angeboten.

### Synchronisation
| Rolle            | Japanische Stimme (Seiyū) |
| ---------------- | ------------------------- |
| Akiyuki Takehara | Atsushi Abe               |
| Haru Nishimura   | Fumiko Orikasa            |
| Nakiami          | Yuko Sanpei               |
| Furuichi Teraoka | Shinnosuke Tachibana      |
| Midori Nishimura | Ayumi Fujimura            |
| Fusa Takehara    | Risa Hayamizu             |
| Ryūzō Takehara   | Unshō Ishizuka            |
| Ishū Benikawa    | Yumi Tamai                |
| Raigyo Tsunomata | Keiji Fujiwara            |

### Musik
Das im Hintergrund begleitende Musikthema schwankt zwischen bedächtigen Streicherharmonien und sanft gezupfter Akustikgitarre, die mit Bongo-Rhythmen hinterlegt ist, und Sinfonieorchester mit hervorstechenden Bläserpassagen. Die Musik wurde von Michiru Ōshima komponiert. Die Produktion der Hintergrundmusik wurde von Aniplex organisiert.
Im Vorspann wurde eine gekürzte Fassung des Titels Shut Up And Explode von Boom Boom Satellites aus deren sechsten Album Exposed verwendet. Für den Abspann wurde eine Kurzfassung des Titels Vacancy von Kylee aufgenommen. Die Single dazu erschien am 3. Dezember 2008. Bereits im Vorfeld wurde die vollständige Version des Titels ab dem 17. Oktober 2008 im iTunes Store zum Download angeboten.

## Manga
Am 28. November 2008 wurde eine Manga-Adaption des Animes angekündigt, die von Masahiro Kawanabe umgesetzt wurde. Sie erschien ab 9. Dezember 2008 im Manga-Magazin Ace Assault des Verlags Kadokawa Shoten erscheinen und später im Shōnen Ace. Die Reihe mit dem Titel Bōnen no Xam'd: Junreisha no Compass wurde im Juli 2009 abgeschlossen und auch in einem Sammelband veröffentlicht.

## Rezeption
Größter Schwachpunkt der Serie sei die überhastete Einführung in ihre Welt, so die AnimaniA. Es würden so schnell neue Charaktere und Parteien eingeführt, dass man nur schwer folgen könne. Die Animation dagegen falle positiv auf, auch wenn bei gelegentlichen Standbildpassagen die Dynamik zu vermissen sei. „Dafür ließ sich BONES bei den atemberaubend, jedoch unblutig choreografierten Actionsequenzen nicht lumpen“, so die Kritik, hier „erreichen die rasanten Charakteranimationen fast schon Movie-Niveau“ und auch die computergestützt animierten Hintergründe könnten sich sehen lassen. Auch Begleitmusik und die Vor- und Abspannlieder seien gelungen.